# کودرینو (آستراخان)
کودرینو (به لاتین: Kudrino) یک منطقهٔ مسکونی در روسیه است که در استان آستراخان واقع شده‌است.